# Carlos Bocanegra
Carlos Manuel Bocanegra (nascut a Upland, Califòrnia, el 25 de maig del 1979) és un futbolista estatunidenc que actualment juga de defensa central, migdefensiu i fins i tot lateral esquerra al Rangers FC de la Premier League escocesa. Bocanegra, també juga per la selecció dels Estats Units des de 2001 on a més és el capità. L'estiu del 2009 va ser subcampió de la Copa Confederacions amb el seu país.

## Trajectòria com a internacional

### Gols com a internacional
Llista dels gols marcats per Carlos Bocanegra com a internacional per als Estats Units.
| Gol | Data                  | Localització                                              | Oponent       | Gol marcat | Resultat | Competició                                  |
| --- | --------------------- | --------------------------------------------------------- | ------------- | ---------- | -------- | ------------------------------------------- |
| 1.  | 18 de gener de 2003   | Lockhart Stadium, Ft. Lauderdale, Florida, Estats Units   | Canadà        | 1–0        | 4–0      | Amistós                                     |
| 2.  | 13 de febrer de 2003  | National Stadium, Kingston, Jamaica                       | Jamaica       | 1–0        | 2–1      | Amistós                                     |
| 3.  | 23 de juliol de 2003  | Orange Bowl, Miami, Florida, Estats Units                 | Brasil        | 1–0        | 1–2      | Copa d'Or de la CONCACAF de 2003            |
| 4.  | 26 de juliol de 2003  | Orange Bowl, Miami, Florida, Estats Units                 | Costa Rica    | 1–1        | 3–2      | Copa d'Or de la CONCACAF de 2003            |
| 5.  | 11 de juliol de 2004  | Soldier Field, Chicago, Illinois, Estats Units            | Polònia       | 1–1        | 1–1      | Amistós                                     |
| 6.  | 8 de juny de 2005     | Estadio Rommel Fernandez, Ciutat de Panamà, Panamà        | Panamà        | 1–0        | 3–0      | Classificació per a la Copa del Món de 2006 |
| 7.  | 16 de juny de 2007    | Gillette Stadium, Foxborough, Massachusetts, Estats Units | Panamà        | 2–0        | 2–1      | Copa d'Or de la CONCACAF de 2007            |
| 8.  | 9 de setembre de 2007 | Soldier Field, Chicago, Illinois, Estats Units            | Brasil        | 1–0        | 2–4      | Amistós                                     |
| 9.  | 26 de març de 2008    | Wisla Stadium, Cracòvia, Polònia                          | Polònia       | 1–0        | 3–0      | Amistós                                     |
| 10. | 20 d'agost de 2008    | Estadio Mateo Flores, Ciutat de Guatemala, Guatemala      | Guatemala     | 1–0        | 1–0      | Classificació per a la Copa del Món de 2010 |
| 11. | 6 de juny de 2009     | Soldier Field, Chicago, Illinois, Estats Units            | Hondures      | 2–1        | 2–1      | Classificació per a la Copa del Món de 2010 |
| 12. | 3 de març de 2010     | Amsterdam Arena, Amsterdam, Països Baixos                 | Països Baixos | 1–2        | 1–2      | Amistós                                     |